# Manuel de Brito Filho
Manuel de Brito Filho (sinh ngày 31 tháng 1 năm 1983) là một cầu thủ bóng đá người Brasil.

## Sự nghiệp câu lạc bộ
Manuel de Brito Filho đã từng chơi cho Matsumoto Yamaga FC.